# Georg Pscheiden
Georg Pscheiden (* 14. April 1843 in Hirsdorf, heute Bezirk Südoststeiermark; † 2. Juni 1890 in Paldau, heute Bezirk Südoststeiermark) war Priester und Abgeordneter zum Österreichischen Abgeordnetenhaus.

## Leben
Georg Pscheiden war Sohn des Landwirts Jakob Pschaden. Nach dem Besuch einer Volksschule in Feldbach ging er bis 1864 in ein Gymnasium in Graz, als Zögling des fürstbischöflichen Knabenseminars. Er besuchte daraufhin das Priesterseminar in Graz und hatte im Jahr 1867 seine Priesterweihe. Er wurde 1868 Kaplan in Weiz und 1874 in Gnas, 1877 wurde er Pfarrer in Paldau. Im Jahr 1883 promovierte er zum Dr. theol. in Graz.
Georg Pscheiden war vom 14. Dezember 1885 bis 1889 Mitglied im steiermärkischen Landtag (VI. Wahlperiode, als Bschaiden Georg), Kurie Landgemeinden, Wahlbezirk Feldbach.
Er war römisch-katholisch und blieb zeit seines Lebens ledig.

## Politische Funktionen
Georg Pscheiden war vom 1. Februar 1887 bis zu seinem Tod am 2. Juni 1890 Abgeordneter des Abgeordnetenhauses im Reichsrat (VII. Legislaturperiode) und vertrat dort für das Kronland Steiermark die Kurie Landgemeinden 5 (Feldbach, Fehring, Fürstenfeld, Kirchbach, Radkersburg, Mureck). Er erlangte sein Mandat in einer Nachwahl nach dem Rücktritt von Alfred von und zu Liechtenstein.

## Klubmitgliedschaften
Georg Pscheiden war ab 1887 Mitglied im Zentrum-Klub und ab dem 15. Mai 1890 fraktionslos.